# Kokt potatis

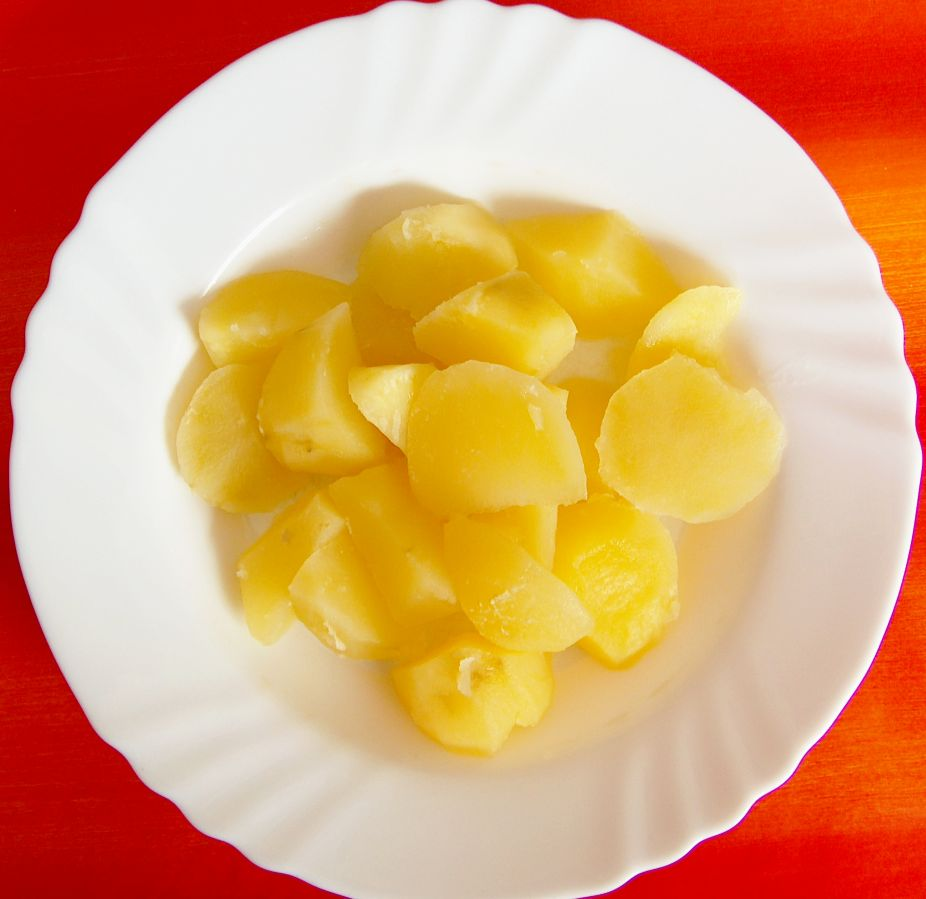
En tallrik med kokt potatis i bitar.

Kokt potatis är en maträtt som består av potatis som kokats i vatten. Kokt potatis kan kokas med eller utan skal, och ätas med eller utan skal. Potatis kokad med skal har högre halt av vitamin C. Färsk potatis har vanligtvis ett tunt skal. Därför kokas och äts den ofta med skalet kvar. Mjöliga potatissorter spricker lätt vid kokning utan skal och används därför vid tillagning av exempelvis potatismos.
Kokt potatis är en traditionell maträtt i bland annat Sverige, Tyskland och i Danmark. Kokt potatis serveras ofta som tillbehör eller garnering till andra maträtter. Den utgör basen i maträtter som exempelvis potatismos och vissa kroppkakor.
Hållbarhetstiden för kokt potatis är 3-4 dagar i kylskåp.

## Tillagning
Potatisen brukar sköljas och sedan antingen borstas/skrubbas om den kokas med skal eller skalas om den kokas utan skal. Det finns särskilda rotfruktsborstar och skrubbvantar för skrubbändamål. Vid potatisskalning används istället en potatisskalare eller en skalkniv.
Därefter kokas potatisen i cirka 20 minuter (färskpotatis: cirka 15 minuter) i en kastrull eller gryta. När man kokar skalad potatis eller färskpotatis kan vattnet saltas. Däremot behöver inte vattnet saltas vid kokning av oskalad potatis, eftersom saltet inte tränger igenom skalet. För att se om potatisen är genomkokt brukar man sticka i potatisen med en potatissticka (som är avsedd för detta), en tandpetare eller en vanlig gaffel. Potatisen ska vara mjuk invändigt om den är genomkokt. När potatisen är kokt hälls vattnet av och potatisen serveras genast, eftersom varmhållning förstör vitamin C.
Kokt potatis serveras ofta med salt, smör eller sås. Vanligtvis serveras den även med persilja eller dill. Vid festligare tillfällen som midsommar kan den serveras med gräddfil och gräslök.

## Papas Arrugadas
Papas Arrugadas är potatis som kokas med skal och mycket salt och sen torkas på svag värme. Det betyder ungefär skrynklig potatis och räknas som en traditionell rätt på Kanarieöarna dit den kom med spanska sjöfarare.